# فدا (فیلم)
فدا (به هندی: Fida) فیلمی محصول سال ۲۰۰۴ و به کارگردانی کن گوش است. در این فیلم بازیگرانی همچون فردین خان، کارینا کاپور، شاهد کاپور، کیم شارما، آخیلندرا میشرا ایفای نقش کرده‌اند.